# Sông Mía
Sông Mía là một con sông đổ ra Sông Văn Úc. Sông có chiều dài 3 km và diện tích lưu vực là km². Sông Mía chảy qua các tỉnh Hải Dương, Hải Phòng.